# (6295) Schmoll
(6295) Schmoll es un asteroide perteneciente al cinturón de asteroides, región del sistema solar que se encuentra entre las órbitas de Marte y Júpiter, descubierto el 11 de febrero de 1988 por Eric Walter Elst desde el Observatorio de La Silla, Chile.

## Designación y nombre
Designado provisionalmente como 1988 CF3. Fue nombrado Schmoll en homenaje a Antoine Schmoll, profesor de piano alemán, que a la edad de siete años recibió sus primeras lecciones de piano y clases de composición. Dejó su país natal para convertirse en profesor de piano, primero en Toulouse, luego en Bruselas y París. En 1881 publicó su famosa obra Nouvelle méthode de piano, Théorique, pratique et récréative (con 16 ediciones en menos de 14 años), en la que la dificultad de las lecciones va aumentando gradualmente.

## Características orbitales
Schmoll está situado a una distancia media del Sol de 2,343 ua, pudiendo alejarse hasta 2,801 ua y acercarse hasta 1,886 ua. Su excentricidad es 0,195 y la inclinación orbital 3,231 grados. Emplea 1310,78 días en completar una órbita alrededor del Sol.

## Características físicas
La magnitud absoluta de Schmoll es 14,1. Tiene 9,109 km de diámetro y su albedo se estima en 0,077. 